# Фолкстон
Фолкстон (англ. Folkestone) — город и порт в Великобритании, в английском графстве Кент. Административный центр района Фолкстон-энд-Хайт.
Расположен около 11 км юго-западнее Дувра.
Связь с городами Булонь-сюр-Мер и Кале осуществлялась раньше с помощью СВП и паромов.
В 1971 году в авиационных ангарах неподалёку от Фолкстона был открыт негосударственный Кентский музей битвы за Британию (англ. Kent Battle of Britain Museum).
В 1933 году в городе проходила 5-я Всемирная шахматная олимпиада.